# Cristina Flutur
Cristina Flutur (ur. 1978 w Jassach) – rumuńska aktorka filmowa i teatralna. Za rolę w filmie Za wzgórzami (2012) Cristiana Mungiu otrzymała nagrodę dla najlepszej aktorki na 65. MFF w Cannes (wspólnie z partnerującą jej Cosminą Stratan).